# Rhododendron guangnanense
Rhododendron guangnanense är en ljungväxtart som beskrevs av Rhui Cheng Fang. Rhododendron guangnanense ingår i släktet rododendron, och familjen ljungväxter. Inga underarter finns listade i Catalogue of Life.